# Pitching Lucas
Pour plus de détails, voir Fiche technique et Distribution.
Pitching Lucas est un fan film Star Wars qui parodie l'échange d'idées pour la création d'un scénario. Sorti en 2006, il a reçu le prix « George Lucas » (qui récompense les meilleurs films de fan sur Star Wars) par sélection de George Lucas en personne. 

## Synopsis
George Lucas est en train d'écrire le scénario du prochain Star Wars, lorsque quatre scénaristes débarquent et lui proposent une version « Star Wars » de séries bien connues... 

## Distribution
- George Lucas : Georges Starkey
- Scénariste N°1 : Matt Mickelson
- Scénariste N°2 : Ty Nelson
- Scénariste N°3 : Caleb Graham
- Scénariste N°4 : Jim Lefter
- Dark Vador : Matt Moews
- Dark Vador (voix) : Jack Foley
- Obi-Wan Kenobi : Frank Hernandez
- Zam Wessel : Yvonne Tate
- Jango Fett : Steve Montes
- Boba Fett : Joe Schonberger
- C-3PO : Chris Bartlett
- C-3PO (voix) : Mark Edmondson
- Chewbacca : Darren Blum
- Leila (esclave) : Holland Gendey

## Autour du Film
- Les séries proposées sont:

- L'homme qui valait des milliards (renommé le Sith qui valait des milliards);

- Chip's (Patrouille de contrôle des autoroutes, renommé Patrouille Impériale Dangereuse [Dip's]);

- et Charlie's Angels (renommé George's Angels).
- Les façons dont George Lucas se débarrasse des trois premiers scénaristes (le quatrième s'enfuit) font référence à trois scènes cultes dans Star wars:

- Scénariste N°1 →Episode 4: un Nouvel Espoir: à bord de l'étoile Noire, la scène où Vador étrangle l'Amiral Motti lors d'une réunion de l'État-Major

- Scénariste N°2 →Episode 5: L'Empire Contre-Attaque: Planète Bespin, la scène où Han Solo se fait congeler

- Scenariste N°3 →Episode 6: Le Retour du Jedi: Palais de Jabba, la scène où un gardre se retrouve dans l'arène du Rancor